# Tetrastichus bruniventris
Tetrastichus bruniventris är en stekelart som beskrevs av Kostjukov 1995. Tetrastichus bruniventris ingår i släktet Tetrastichus och familjen finglanssteklar. Inga underarter finns listade i Catalogue of Life.